# Grand Prix Formule 1 van Italië 1998
De Grand Prix Formule 1 van Italië 1998 werd gehouden op 13 september 1998 op Monza.

## Verslag
Mika Häkkinen ging na de start voorbij beide Ferrari's, die vanaf de eerste rij vertrokken. Michael Schumacher vertrok bijzonder slecht en viel terug naar de vijfde plaats. Hij klom snel op naar de derde plaats door voorbij Jacques Villeneuve en Eddie Irvine te gaan. Häkkinen had echter duidelijke problemen en Coulthard ging voorbij de Fin. De Schot blies zijn motor op, waardoor Häkkinen verblind werd en Schumacher hem voorbij kon gaan. Villeneuve spinde uit de race terwijl Häkkinen hoe langer hoe dichter bij Schumacher kwam. Hij bleek echter remproblemen te kennen, waardoor hij twee uitstapjes naast de baan maakte. Irvine en Ralf Schumacher gingen hem alle twee voorbij.

## Uitslag
| Positie | Nummer | Rijder                | Team                | Ronden | Tijd/Opgave     | Startplaats | Punten |
| ------- | ------ | --------------------- | ------------------- | ------ | --------------- | ----------- | ------ |
| 1       | 3      | Michael Schumacher    | Ferrari             | 53     | 1'17:10.3       | 1           | 10     |
| 2       | 4      | Eddie Irvine          | Ferrari             | 53     | +37.977         | 5           | 6      |
| 3       | 10     | Ralf Schumacher       | Jordan-Mugen-Honda  | 53     | +41.152         | 6           | 4      |
| 4       | 8      | Mika Häkkinen         | McLaren-Mercedes    | 53     | +55.671         | 3           | 3      |
| 5       | 14     | Jean Alesi            | Sauber-Petronas     | 53     | +1:01.872       | 8           | 2      |
| 6       | 9      | Damon Hill            | Jordan-Mugen-Honda  | 53     | +1:06.688       | 14          | 1      |
| 7       | 2      | Heinz-Harald Frentzen | Williams-Mecachrome | 52     | +1 Ronde        | 12          |        |
| 8       | 5      | Giancarlo Fisichella  | Benetton-Playlife   | 52     | +1 Ronde        | 11          |        |
| 9       | 21     | Toranosuke Takagi     | Tyrrell-Ford        | 52     | +1 Ronde        | 19          |        |
| 10      | 18     | Rubens Barrichello    | Stewart-Ford        | 52     | +1 Ronde        | 13          |        |
| 11      | 23     | Esteban Tuero         | Minardi-Ford        | 51     | +2 Rondes       | 22          |        |
| 12      | 20     | Ricardo Rosset        | Tyrrell-Ford        | 51     | +2 Rondes       | 18          |        |
| 13      | 12     | Jarno Trulli          | Prost-Peugeot       | 50     | +3 Rondes       | 10          |        |
| DNF     | 19     | Jos Verstappen        | Stewart-Ford        | 39     | Versnellingsbak | 17          |        |
| DNF     | 1      | Jacques Villeneuve    | Williams-Mecachrome | 37     | Spin            | 2           |        |
| DNF     | 17     | Mika Salo             | Arrows              | 32     | Gaspedaal       | 16          |        |
| DNF     | 6      | Alexander Wurz        | Benetton-Playlife   | 24     | Versnellingsbak | 7           |        |
| DNF     | 7      | David Coulthard       | McLaren-Mercedes    | 16     | Motor           | 4           |        |
| DNF     | 11     | Olivier Panis         | Prost-Peugeot       | 15     | Vibraties       | 9           |        |
| DNF     | 22     | Shinji Nakano         | Minardi-Ford        | 13     | Motor           | 21          |        |
| DNF     | 15     | Johnny Herbert        | Sauber-Petronas     | 12     | Spin            | 15          |        |
| DNF     | 16     | Pedro Diniz           | Arrows              | 10     | Spin            | 20          |        |

## Wetenswaardigheden
- Het was de laatste overwinning voor Goodyear.
- De 600e Grand Prix van Ferrari, die plaatsvond tijdens de voorafgaande Grand Prix van Belgie, werd nu pas gevierd, vanwege de race in het thuisland van Ferrari.

## Statistieken
| Pole-position | Michael Schumacher | Ferrari          | 1:25.298 |
| Snelste ronde | Mika Häkkinen      | McLaren-Mercedes | 1:25.139 |

1921 · 1922 · 1923 · 1924 · 1925 · 1926 · 1927 · 1928 · 1931 · 1932 · 1933 · 1934 · 1935 · 1936 · 1937 · 1938 · 1947 · 1948 · 1949 · 1950 · 1951 · 1952 · 1953 · 1954 · 1955 · 1956 · 1957 · 1958 · 1959 · 1960 · 1961 · 1962 · 1963 · 1964 · 1965 · 1966 · 1967 · 1968 · 1969 · 1970 · 1971 · 1972 · 1973 · 1974 · 1975 · 1976 · 1977 · 1978 · 1979 · 1980 · 1981 · 1982 · 1983 · 1984 · 1985 · 1986 · 1987 · 1988 · 1989 · 1990 · 1991 · 1992 · 1993 · 1994 · 1995 · 1996 · 1997 · 1998 · 1999 · 2000 · 2001 · 2002 · 2003 · 2004 · 2005 · 2006 · 2007 · 2008 · 2009 · 2010 · 2011 · 2012 · 2013 · 2014 · 2015 · 2016 · 2017 · 2018 · 2019 · 2020 · 2021 · 2022 · 2023 · 2024 · 2025